# Chamaedorea lucidifrons
Chamaedorea lucidifrons là loài thực vật có hoa thuộc họ Arecaceae. Loài này được L.H.Bailey mô tả khoa học đầu tiên năm 1943.